# هاينز إيبرت
هاينز إيبرت (بالبرتغالية: Heinz Ebert‏) هو عالم طبيعي وجيولوجي وعالم حشرات برازيلي، ولد في 13 أكتوبر 1907 في مملكة ساكسونيا، وتوفي في 1983 في ريو كلارو في البرازيل.